# 注射器

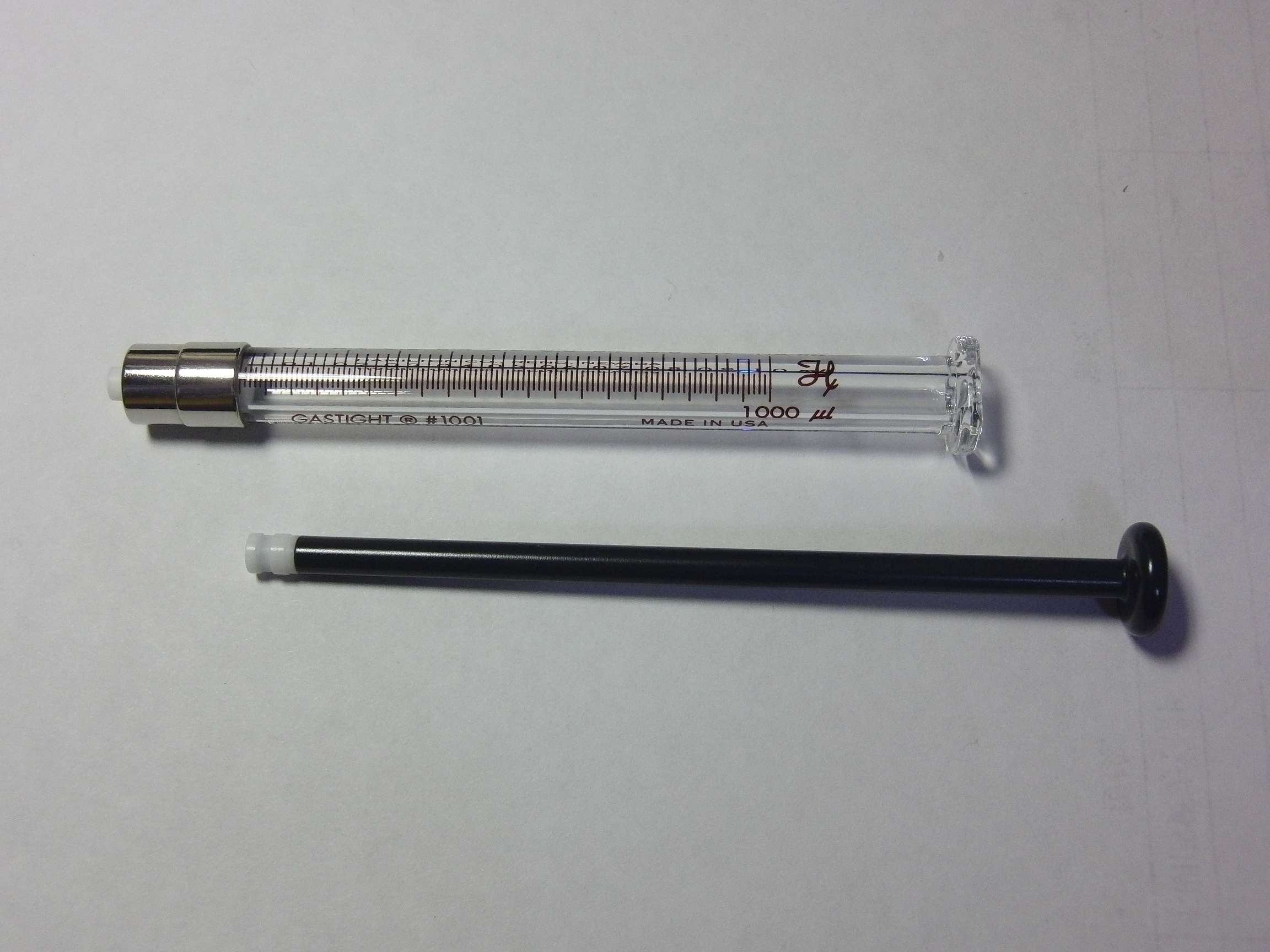
氣密注射器，為有機實驗室用的精密針筒及活塞芯桿，由玻璃、鐵、特富龙組成。

注射器（syringe）是从血管或腔内注入或抽吸流体的医疗用简单往复泵，由前端带有小孔的针筒以及与之匹配的活塞及芯桿组成。
注射器用来将少量的液体或气体注入到其它方法无法接近的区域或者从那些地方抽出。在芯杆拔出的时候液体或者气体从针筒前端小孔吸入，在芯杆推入时将液体或者气体挤出。用注射器以及针头抽取或者注入气体或者液体的这个过程叫作注射。

## 针头注射器

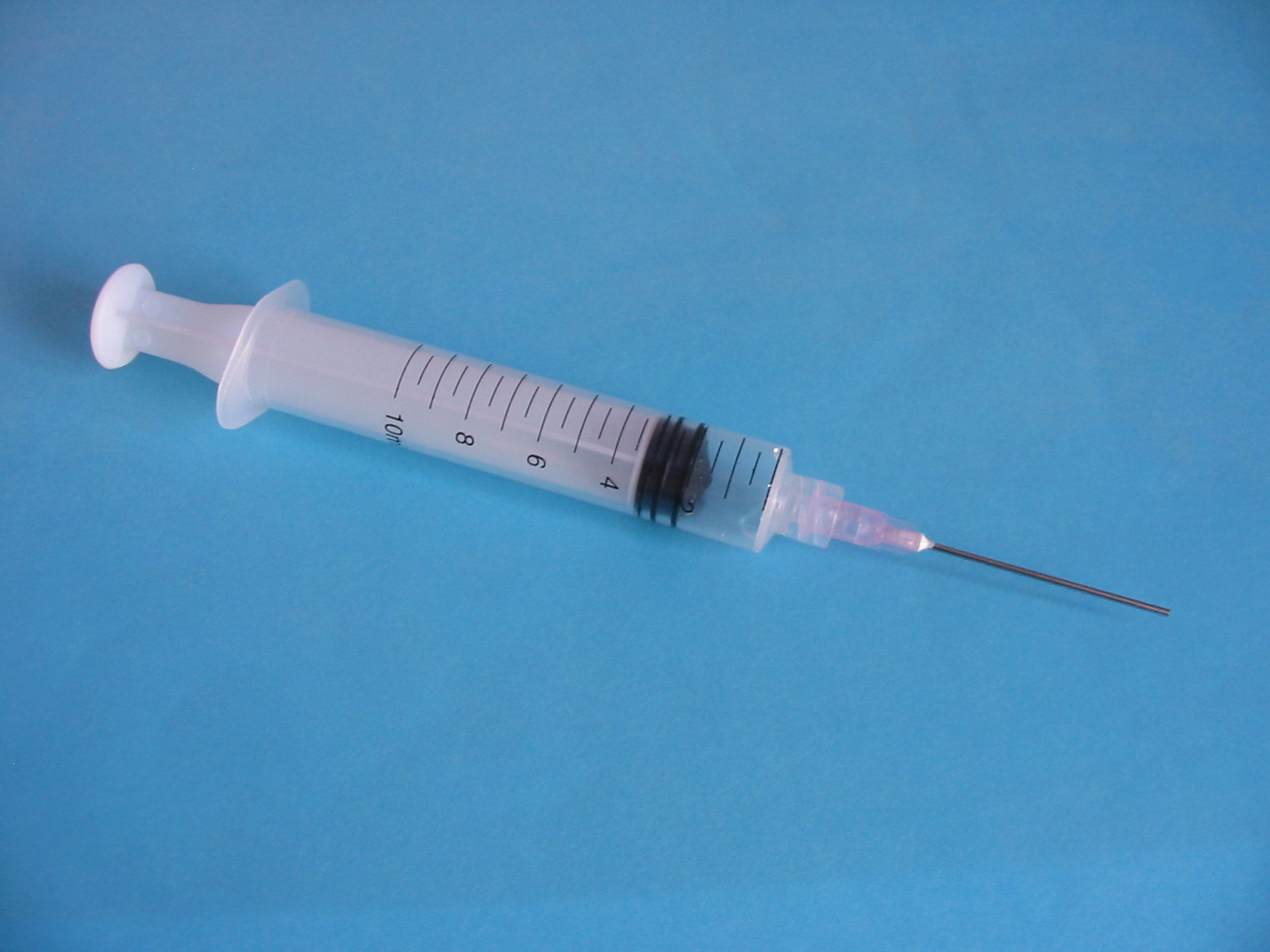
带有针头的注射器

作为帕斯卡定律的应用，布莱士·帕斯卡大约在1650年左右发明了注射器。人们经常将Charles Gabriel Pravaz与亚历山大·伍德当作将注射器用于医疗的先祖，他们在1853年开发了一种带有可以穿透皮肤的细针头的医用注射器。但是，伊拉克和埃及的外科医生Ammar ibn 'Ali al-Mawsili'在公元9世纪就已经开发了一个使用一个中空的玻璃管的类似注射器用于吸除患者眼内的白内障，这种方法至少到了1930年还在使用，在20世纪这种方法才得到了改进。
注射器经常与皮下注射针头连在一起用于将液体或者气体注入到身体组织或者从中抽出。它们也可以用于医疗设备、容器、或者如有些色谱法中的科学仪器穿过橡胶隔膜注射。将气体注射到血管中将会导致空气栓塞。从注射器中去除空气以避免栓塞的办法是将注射器倒置、然后在注射到血流之前挤出一点液体。
注射器可以是塑料也可以是玻璃制成的，并且通常上面都有表示注射器中液体体积的刻度指示。玻璃注射器可以用高压灭菌器进行消毒，但是因为塑料注射器的处理成本较低，所以现代医疗注射器多数是用塑料制成的，这也进一步减小了血液传播疾病的风险。在静脉注射毒品的吸毒者中疾病的传播尤其是HIV与肝炎的传播与针头和注射器的重复使用有关。現在防疫注射及抽血用的針筒，大部分都以塑膠製造，只作一次性的使用，用完即棄，避免重用針筒導致傳染病交叉感染。
在一些精度而不是病菌首要考虑问题的场合，如定量化学分析中，由于玻璃注射器的误差较小、推杆移动平滑所以仍在使用。注射器的针头非常小和细。

## 直肠和阴道注射器
有一种球形注射器用于灌肠剂和冲洗液，这种注射器带有一个连接着喷嘴的球茎，液体灌在其中，喷嘴伸到直肠或者阴道中，挤压球茎喷射液体。另外还有一种带有贮液器的注射器，液体贮存在一个袋子中或者可以通过管子流到喷嘴。灌肠器曾经这样使用。

## 噴氣式注射器

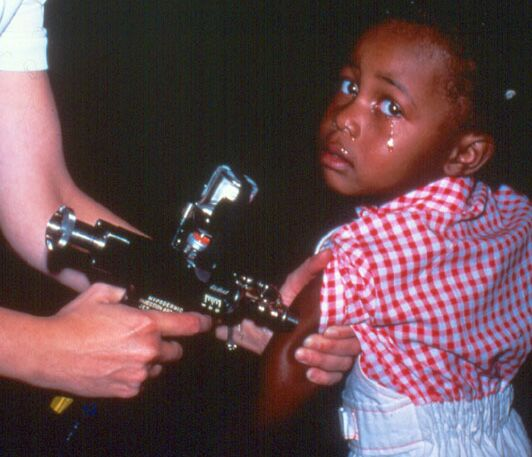
醫護人員正在使用噴氣式注射器為兒童接種疫苗

噴氣式注射器是注射器的一種，利用高壓噴射幼細的液體束來達致注射的效果。這類注射器由外部供氣管道、外接或內置氣缸及彈簧推動。噴射注射器很適合用於大規模接種疫苗和為糖尿病患者反复注射胰島素。類似的裝置在工業上可用於注射油脂或其他液體。

## 非醫學用途
由於容易取得及價格相宜，研究型實驗室經常使用醫療等級的注射器，例如清洗儀器難觸及的部位和非定量的轉移溶劑及試劑。醫療等級的注射器一般都是以聚乙烯本體製成的，耐化學品能力較強。然而，注射器所含的塑化劑在溶劑的作用下或會滲出。對此敏感的應用可用玻璃製的注射器代替。無水無氧操作時，注射器可以單獨或和管道合用，很方便地轉移對空氣敏感的試劑，例如會在空氣自燃的格氏试剂和正丁基鋰。在打氣相色譜或質譜時，通常也是用玻璃製注射器載入樣品。前者通常需要約1微升，而後者則為10微升。
美國企業家阿倫·阿德勒（Alan Adler）於2005年發明出造型及使用原理類似注射器的咖啡烹煮器具，稱為愛樂壓（AeroPress）。

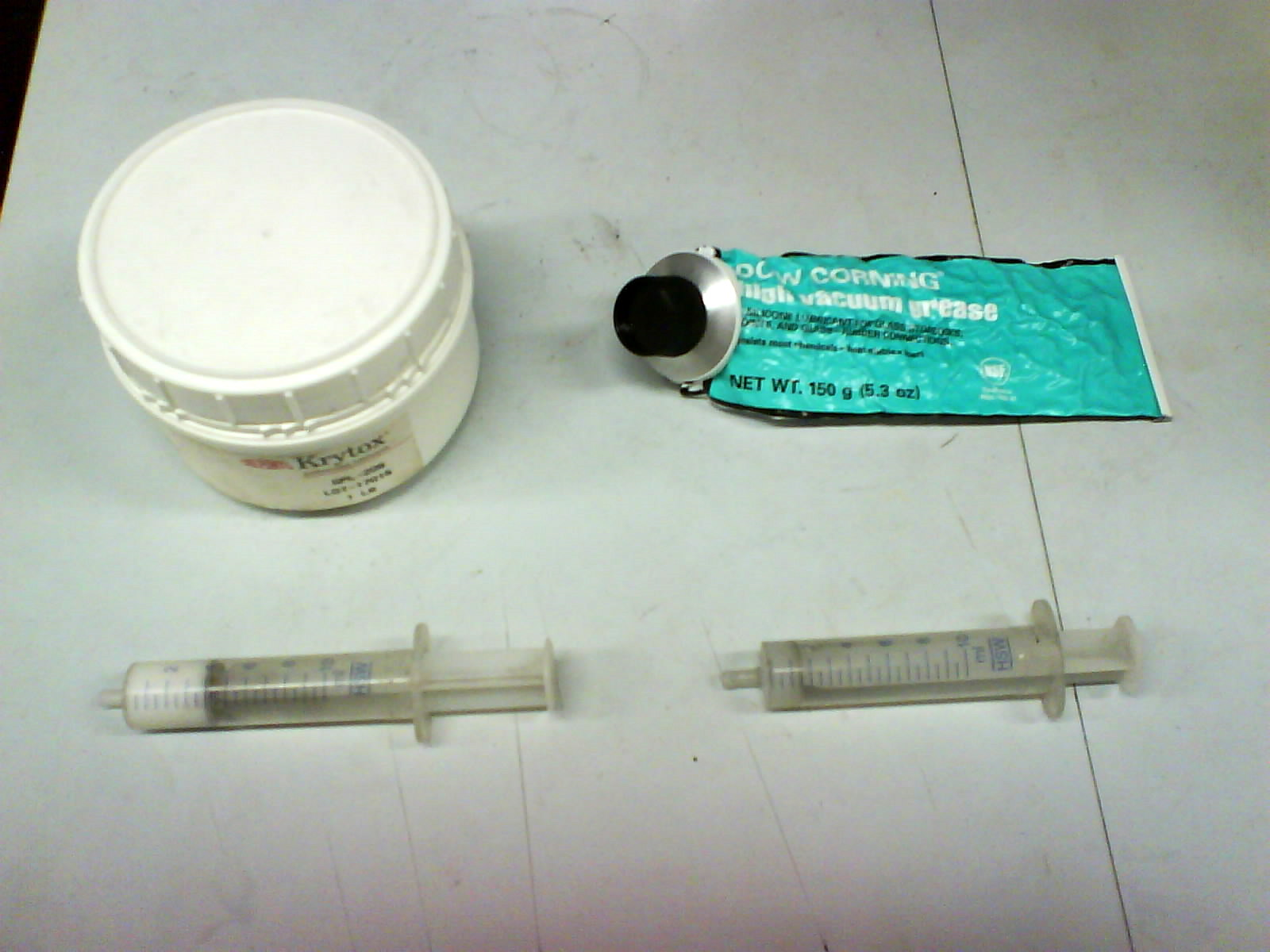
實驗室用的氣密油脂，用來塗抹磨砂玻璃接口、活塞等。
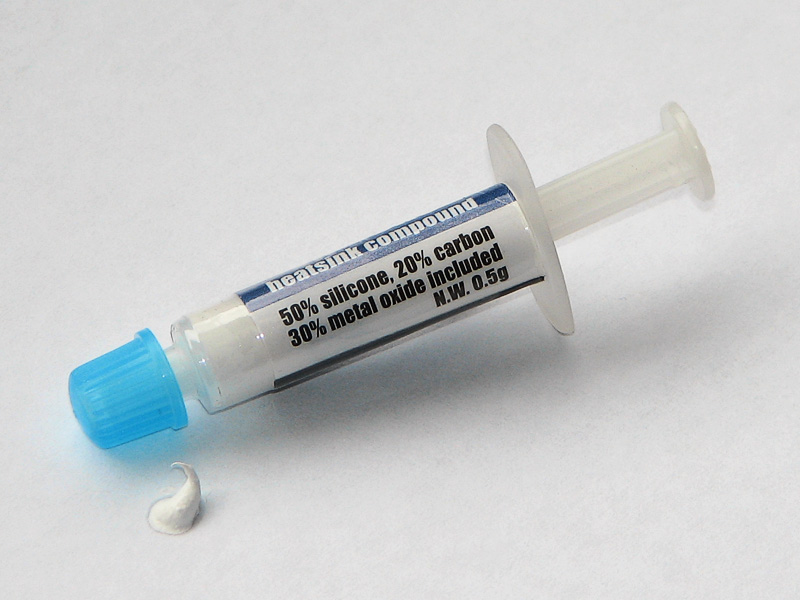
有些膏狀物質，例如散熱膏及環氧粘合劑，通常以預填充注射器的形式出售。
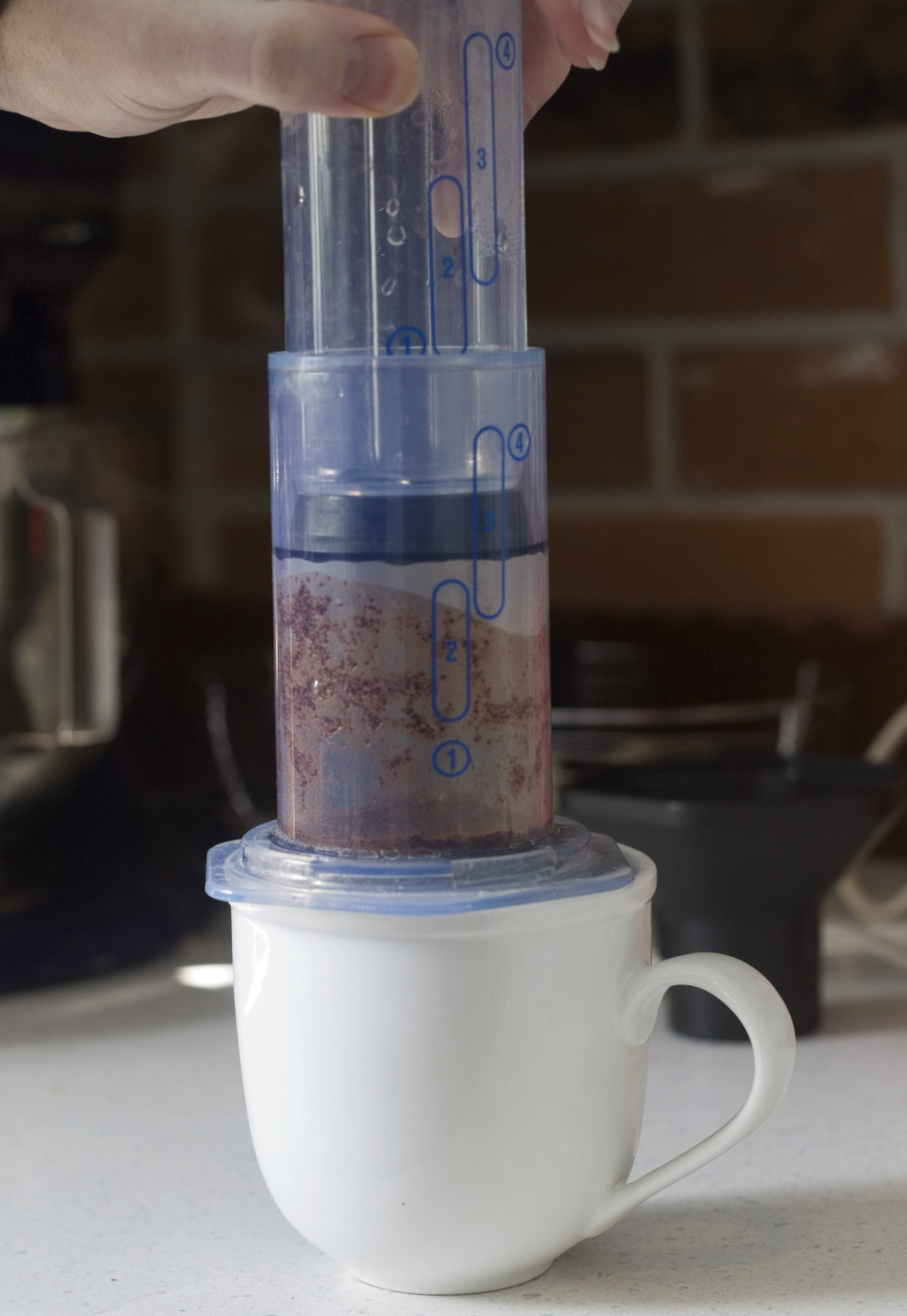
愛樂壓